# Týnec nad Labem
Týnec nad Labem là một thị trấn thuộc huyện Kolín, vùng Středočeský, Cộng hòa Séc.